# Peter Brown
Peter Brown (* 1954) je australský archeolog, paleontolog a antropolog. Roku 1982 získal na Australian National University titul PhD a je také nositelem akademického titulu profesor. Vyučuje na School of Human and Environmental Studies spadající pod University of New England v Armidale v Novém Jižním Walesu, kde se zabývá vývojem člověka, paleoantropologií a forenzní antropologií.
Peter Brown se zabýval především vývojem a původem člověka v různých oblastech Asie a Austrálie. Jeho specializací je také vyhynulý druh Homo erectus a v posledních letech také Homo floresiensis, též přezdívaný jako „Hobit“, jehož pozůstatky objevil spolu s Michaelem Morwoodem a dalšími australskými a indonéskými vědci v září roku 2003 v jeskyni Liang Bua na indonéském ostrově Flores. Peter Brown i Michael Morwood dospěli k názoru, že výjimečně malá kostra H. floresiensis svědčí o tom, že se jedná o samostatný druh. Tato teorie získala mnoho zastánců i odpůrců a zatím nebyla zcela potvrzena ani vyvrácena.